# Mukhor-Shibirka
Mukhor-Shibirka (em russo:  Мухор-Шибирка), também conhecido como Mukhor-Shibir (Мухор-Шибирь), é uma vila no oeste do distrito de Khiloksky do Krai Zabaykalsky, na Rússia, localizada não muito longe do rio Khilok, 63 km da cidade de Khilok. População: 10 (2002); 84 (1989).
Foi fundada no final do século XIX como uma serraria que atendia a parada ferroviária nº 39 (também conhecida como Vaykulichi). Vários uluses Buryat estavam localizados nas proximidades.
Mukhor-Shibirka foi sede das administrações de três kolkhozes ( Udarnik, imeni N. S. Khrushchyova e Druzhba ) durante as décadas de 1930-1960, e sua população trabalhava principalmente na agricultura e na indústria ferroviária.